# 83982 Crantor
83982 Crantor è un asteroide centauro, caratterizzato da orbite comprese fra quella di Giove e quella di Nettuno. Scoperto nel 2002, presenta un'orbita caratterizzata da un semiasse maggiore pari a 19,4347102 UA e da un'eccentricità di 0,2779073, inclinata di 12,77599° rispetto all'eclittica.
L'asteroide è dedicato al lapite Crantore, scudiero di Peleo e uno dei partecipanti alla Centauromachia.